# آرامگاه ملک اژدر
آرامگاه مَلِک اَژدَر (ترکی آذربایجانی: Məlik Əjdər türbəsi) یا مقبره جیجیم‌لی یک سازه آرامگاهی در زمین‌های کوهستانی روستای جیجیم‌لی  از شهرستان لاچین جمهوری آذربایجان است. برخی منابع ساخت این مقبره را به قرن چهاردهم نسبت می‌دهند، در حالی که برخی دیگر دوره‌ای قدیمی‌تر یعنی قرون یازدهم تا دوازدهم را پیشنهاد می‌کنند.

## پیشینه
با توجه به این که این مقبره دارای کتیبه ساختمانی یا سطوح دارای الگو نیست، تعیین دقیق زمان ساخت آن دشوار است. در آثار ای. پی. اشچبلیکین، اشاره شده‌است که این بنا متعلق به دودمان سلجوق است - یعنی تقریباً قرن ۱۲ یا اوایل قرن ۱۳. طبق روایتی دیگر، این بنا در اواخر قرن سیزدهم تحت ایلخانان ساخته شده‌است.
مقبره ملک اژدر از نظر راه حل فضایی و همچنین طراحی هنری دارای ویژگی‌های شاخص و بارز معماری سرزمین‌های شمالی ایران است. چنین بناهای یادبودی با سازه‌های هشت‌ضلعی بدون جهت‌گیری عمودی مشخص، رایج‌ترین نوع بنا در معماری قرون وسطایی در اران بودند.

## ویژگی‌های معماری
در طرح مقبره‌های هشت ضلعی جمهوری آذربایجان، بدنه معمولاً به شکل یک حجم منشوری عمودی مشخص می‌شود. بر خلاف آنها، بدنه هشت ضلعی مقبره ملک اژدر به شکل یک هرم مقطوع محدب است. دیوارهای ساختمان با خطوط عمودی پر نشده‌است، شبح با ویژگی‌های نرم قاب شده‌است. شکل کلی مقبره شبیه سهمی است.
بدنه آرامگاه روی یک پایه سه مرحله ای کم ارتفاع قرار گرفته‌است. مساحت قاعده آن به‌طور قابل توجهی از مساحت هشت‌ضلعی بالایی بیشتر است، که به نوبه خود پایه‌ای برای یک گنبد سهمی کوچک ساخته شده از سنگ‌های تقریباً فرآوری شده‌است. گذار از پایه مقبره به پایه گنبد با کج شدن در امتداد منحنی صاف صفحه‌هایی که به سمت بالا باریک می‌شوند، انجام شده‌است که مفاصل آن با ستون‌های نازک و مقطع نیم‌دایره‌ای تأکید شده‌اند. پایه گنبد هم در نما و هم در داخل با قرنیز کوچکی تزیین شده‌است.

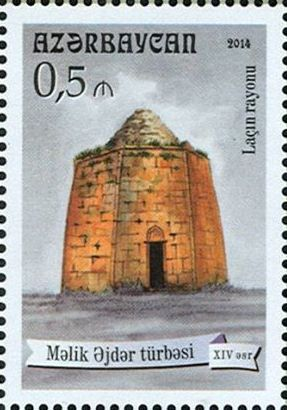
تمبر جمهوری آذربایجان، ۲۰۱۴

بر پایه مشاهدات محققان مختلف، مقبره با حجم منشوری هشت‌ضلعی که به سمت بالا باریک شده‌است و با شکل سهموی گنبد و ستون‌های گوشه‌ای چپق‌شکل ظریف، ممکن است در نتیجه تقلید از یورت ساخته شده باشد. مانند فضای داخلی، حجم بیرونی مقبره یک کل واحد است، نوار انتقالی بین بدنه و پوشش گنبد عملاً وجود ندارد. تمامی اضلاع بدنه با دال‌های سنگی بزرگ و خوش‌تراش پوشیده شده‌است. سرستون‌های مربع شکل با تزیینات حکاکی شده به قرنیز تکیه داده‌اند. درب ورودی در ضلع شمالی ساختمان قرار دارد. قسمت بالای درگاه با سنگ‌تراشی یکپارچه پوشانده شده‌است که به شکل طاق نوک تیز است. آثاری از پیکره تراشیده شده یک سوارکار در داخل حاشیه آن مشخص شده‌است. تعدادی از جزئیات این بنا شبیه به بناهای آرامگاهی در روستای دمیرچیلر، شهرستان قبادلی است.
گوشه‌های بدنه هشت ضلعی این مقبره به صورت ستون‌های سنگی نازک شبیه به میله‌هایی ساخته شده‌است که پایه قاب یورت را تشکیل می‌دهد. بر اساس توصیف گرافیکی ام. است. بولادف، «معماری که مقبره را ساخته‌است از یک بیضی برای ترسیم شبح سازه استفاده کرده بوده‌است.»
سطح داخلی دیوار به صورت عمودی تا ارتفاع ۱٫۵ متری بالا می‌رود و سپس به یک سطح محدب منحنی تبدیل می‌شود. محوطه داخلی که با گچ خاکستری پوشانده شده‌است، خطوط اصلی قسمت بیرونی دیوارها را تکرار می‌کند. در قسمت جنوبی دیوار داخلی طاقچه کوچک کم عمقی از محراب رو به درب ورودی وجود دارد. نور از طریق چهار نورگیر کوچک در پایه گنبد وارد مقبره می‌شود.
ویژگی جالب توجه دیگر این آرامگاه این است که یک نقش برجسته از یک گاو نر، که با جلوه‌ای عالی ساخته شده، در طاق‌نمای تزئینی آن حک شده‌است. در طرفین ورودی که در هر دو طرف با آرایشی نواری از گل‌های سرخ تزیین شده‌است، تصاویری از گاو نیز وجود دارد که البته کمی از بین رفته‌اند.

## نگاره‌ها

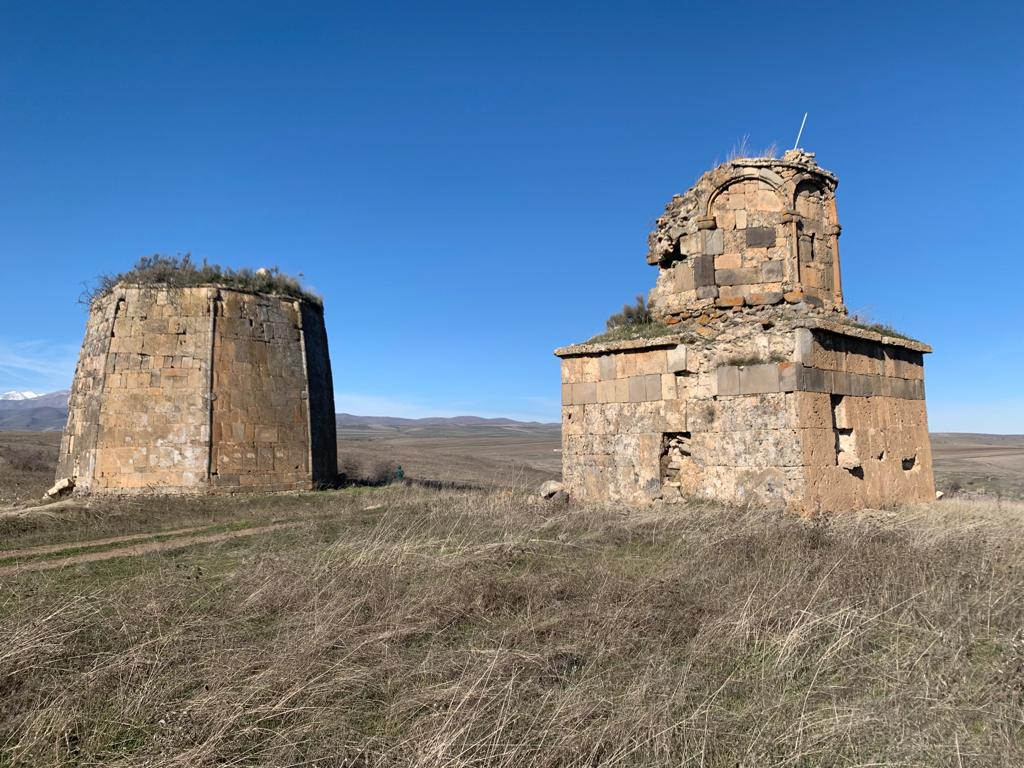
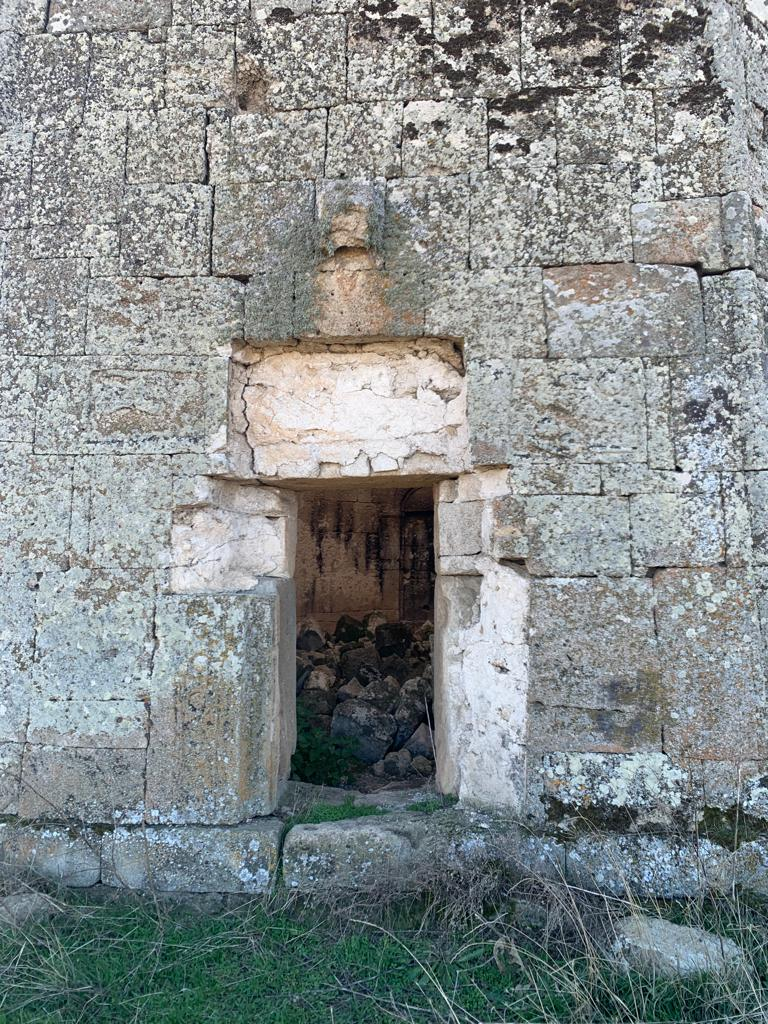
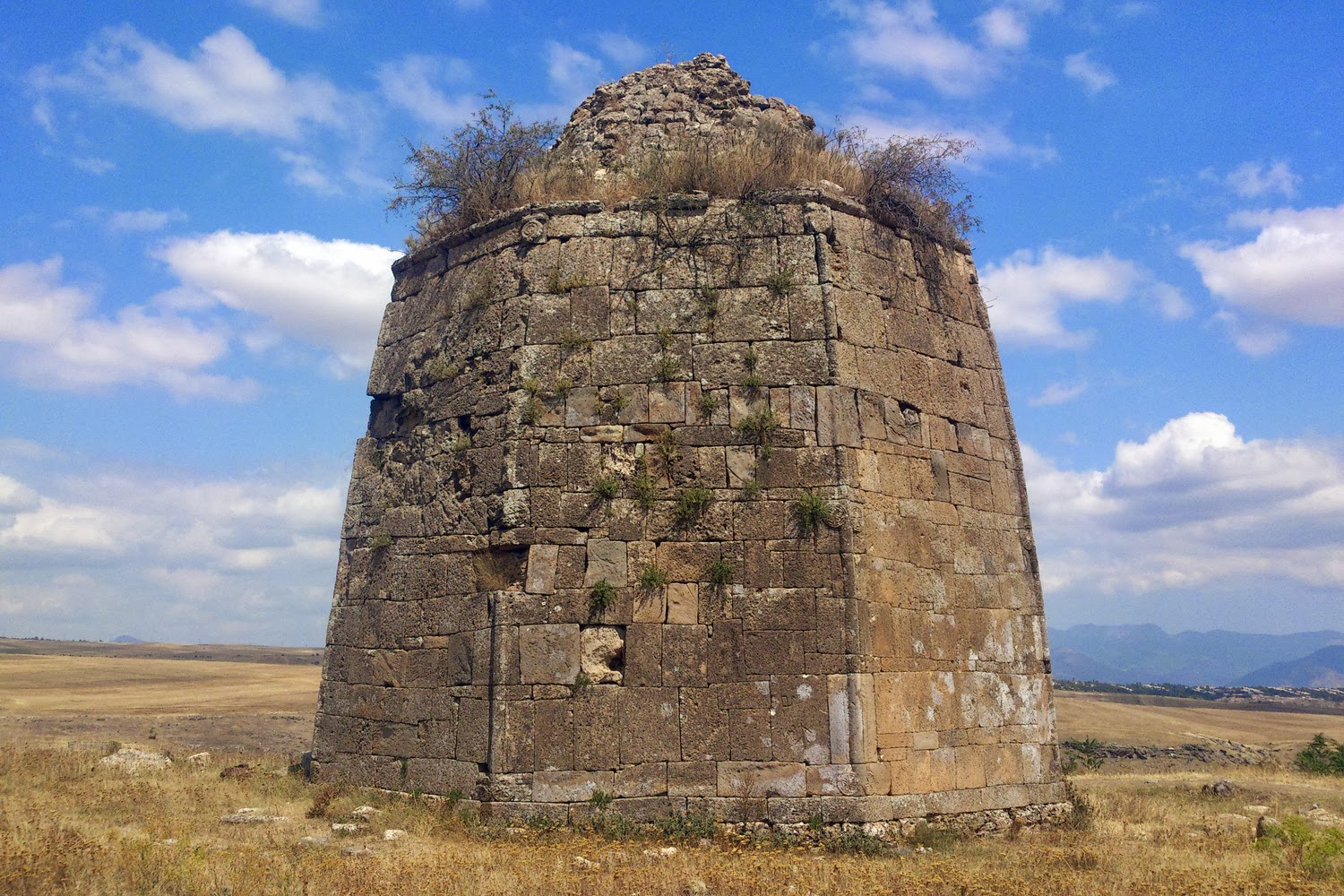
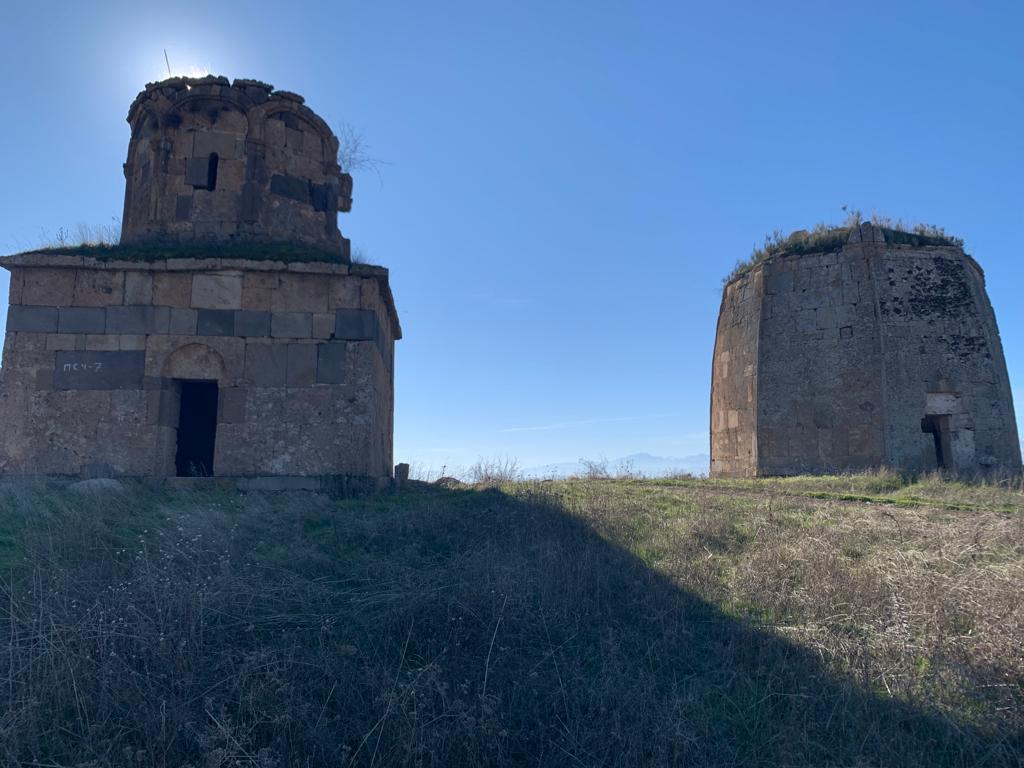
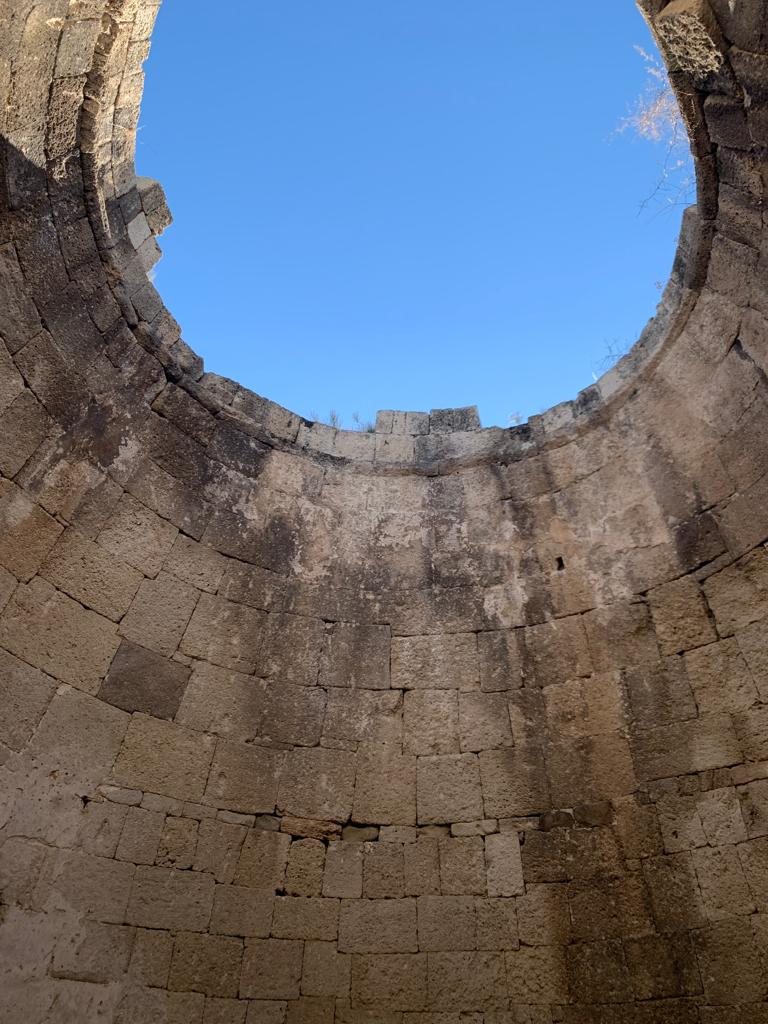
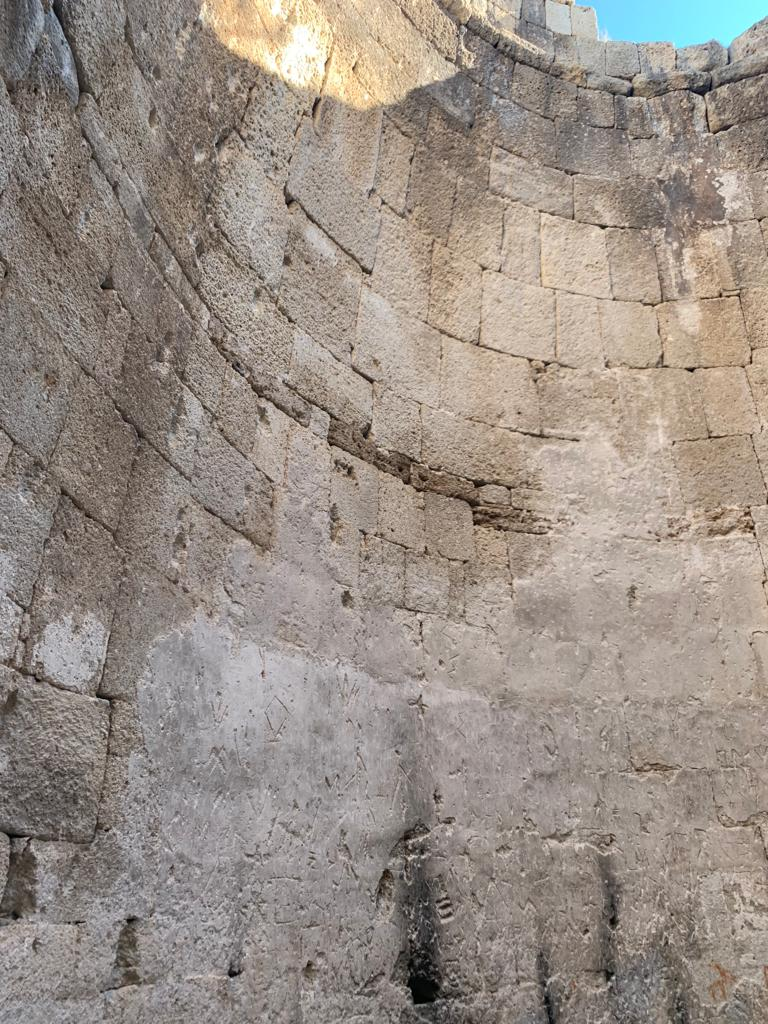